# Quận Jefferson, Kentucky
Quận Jefferson là một quận thuộc tiểu bang Kentucky, Hoa Kỳ. Đây là quận đông dân nhất bang Kentucky. Quận được lập năm 1780.
Quận này được đặt tên theo Thomas Jefferson, tổng thống Hoa Kỳ (1801–1809). Theo ước tính dân số của Cục điều tra dân số Hoa Kỳ năm 2009, quận có dân số 721.594 người. Quận lỵ đóng ở.

## Địa lý
Theo Cục điều tra dân số Hoa Kỳ, quận có diện tích km2, trong đó có km2 là diện tích mặt nước.

### Quận giáp ranh
- Quận Bullitt (nam)
- Quận Shelby (đông)
- Quận Oldham (đông bắc)
- Quận Spencer (đông nam)
- Quận Hardin (tây nam)
- Quận Clark, Indiana (bắc, qua sông Ohio)
- Quận Harrison, Indiana (tây, qua sông Ohio)
- Quận Floyd, Indiana (tây bắc, qua sông Ohio)

## Thông tin nhân khẩu
Theo điều tra dân số 2năm 2000, quận đã có dân số 693.604 người, 287.012 hộ gia đình, và 183.113 gia đình sống trong quận hạt. Mật độ dân số là 1.801 trên một dặm vuông (695 / km2). Có 305.835 đơn vị nhà ở mật độ trung bình của 794 trên một dặm vuông (307 / km2). Cơ cấu điểm chủng tộc của dân cư quận gồm 77,38% người da trắng, 18,88% da đen hay Mỹ gốc Phi, 0,22% người Mỹ bản xứ, 1,39% châu Á, Thái Bình Dương 0,04%, 0,68% từ các chủng tộc khác, và 1,42% từ hai hoặc nhiều chủng tộc. 1,78% dân số là người Hispanic hay Latino thuộc một chủng tộc nào.
Có 287.012 hộ, trong đó 29,60% có trẻ em dưới 18 tuổi sống chung với họ, 45,20% là đôi vợ chồng sống với nhau, 14,70% có nữ hộ và không có chồng, và 36,20% là không lập gia đình. 30,50% hộ gia đình đã được tạo ra từ các cá nhân và 10,30% có người sống một mình 65 tuổi hoặc lớn tuổi hơn. Cỡ hộ trung bình là 2,37 và cỡ gia đình trung bình là 2,97.
Trong dân số quận đã được trải ra với 24,30% dưới độ tuổi 18, 8,90% 18-24, 30,40% 25-44, 22,80% từ 45 đến 64, và 13,50% từ 65 tuổi trở lên người. Độ tuổi trung bình là 37 năm. Đối với mỗi 100 nữ có 91,60 nam giới. Đối với mỗi 100 nữ 18 tuổi trở lên, đã có 87,60 nam giới.
Thu nhập trung bình cho một hộ gia đình trong quận là 43.789 $ (2005), và thu nhập trung bình cho một gia đình là $ 49.161. Phái nam có thu nhập trung bình $ 36.484 so với 26.255 $ cho phái nữ. Thu nhập bình quân đầu người là 22.352 $. Giới 9,50% gia đình và 12,40% dân số sống dưới mức nghèo khổ, bao gồm 18,10% những người dưới 18 tuổi và 8,80% của những người 65 tuổi hoặc hơn.

## Thành phố, thị trấn vànơi ấn định cho điều tra dân số

| - Anchorage - Audubon Park - Bancroft - Barbourmeade - Beechwood Village - Bellemeade - Bellewood - Blue Ridge Manor - Briarwood - Broad Fields - Broeck Pointe - Brownsboro Farm - Brownsboro Village - Buechel † - Cambridge - Cherrywood Village - Coldstream - Creekside - Crossgate - Douglass Hills - Druid Hills - Fairdale † - Fairmeade - Fern Creek † - Fincastle - Fisherville | - Forest Hills - Glenview Hills - Glenview Manor - Glenview - Goose Creek - Graymoor-Devondale - Green Spring - Heritage Creek - Hickory Hill - Highview † - Hills and Dales - Hollow Creek - Hollyvilla - Houston Acres - Hurstbourne Acres - Hurstbourne - Indian Hills - Jeffersontown - Keeneland - Kingsley - Langdon Place - Lincolnshire - Louisville - Lyndon - Lynnview - Manor Creek | - Maryhill Estates - Meadow Vale - Meadowbrook Farm - Meadowview Estates - Middletown - Mockingbird Valley - Moorland - Murray Hill - Newburg † - Norbourne Estates - Northfield - Norwood - Okolona † - Old Brownsboro Place - Parkway Village - Plantation - Pleasure Ridge Park † - Plymouth Village - Poplar Hills - Prospect - Richlawn - Riverwood - Rolling Fields | - Rolling Hills - Seneca Gardens - Shively - South Park View - Spring Mill - Spring Valley - Springlee - St. Dennis † - St. Matthews - St. Regis Park - Strathmoor Manor - Strathmoor Village - Sycamore - Ten Broeck - Thornhill - Valley Station † - Watterson Park - Wellington - West Buechel - Westwood - Whipps Millgate - Wildwood - Windy Hills - Woodland Hills - Woodlawn Park - Worthington Hills |